# Ольденгюттен
Ольденгюттен (нім. Oldenhütten) — громада в Німеччині, розташована в землі Шлезвіг-Гольштейн. Входить до складу району Рендсбург-Екернферде. Складова частина об'єднання громад Норторфер-Ланд.
Площа — 4,33 км2. Населення становить 157 ос. (станом на 31 грудня 2020).